# Portret Jadwigi Sienkiewiczówny
Portret Jadwigi Sienkiewiczówny – obraz olejny autorstwa Władysława Czachórskiego, namalowany w roku 1901. Obecnie dzieło znajduje się w zbiorach Muzeum Narodowego w Kielcach.